# Zlatar Bistrica
Zlatar Bistrica nebo též Zlatar-Bistrica je vesnice a správní středisko stejnojmenné opčiny v Chorvatsku v Krapinsko-zagorské župě. Nachází se asi 4 km jižně od Zlataru a asi 27 km jihovýchodně od Krapiny. V roce 2011 žilo v Zlatar Bistrici 1 532 obyvatel, v celé opčině pak 2 600 obyvatel. Opčina je pojmenována podle nedalekého města Zlatar, název Bistrica je ekvivalentem českého názvu Bystřice a rovněž se takto jmenuje blízká opčina Marija Bistrica.
Součástí opčiny je celkem šest trvale obydlených vesnic. Dříve byly součástí opčiny i bývalé vesnice Donji Brestovec, Gornji Brestovec a Grančari, ty však zanikly.
- Ervenik Zlatarski – 113 obyvatel
- Lipovec – 198 obyvatel
- Lovrečan – 405 obyvatel
- Opasanjek – 90 obyvatel
- Veleškovec – 262 obyvatel
- Zlatar Bistrica – 1 532 obyvatel

Ve Zlatar Bistrici se nachází křižovatka státních silnic D24 a D29 a župní silnice Ž2264. Končí zde též rychlostní silnice D14. Protéká zde řeka Krapina.